# Ashley Hammond
Ashley Hammond, gespeeld door Tracy Lynn Cruz, is een personage uit de televisieserie Power Rangers. Ze was een vast personage in de tweede helft van de serie Power Rangers: Turbo en de gehele serie Power Rangers in Space. Daarnaast had ze een gastoptreden in Power Rangers: Lost Galaxy.

## Biografie

### InPower Rangers: Turbo
Ashley werd in Power Rangers: Turbo uitgekozen door Tanya Sloan om haar op te volgen als nieuwe gele ranger. Hiermee kreeg ze controle over de Dune Star Turbo Zord en later de Star Racer Rescue Zord. Oorspronkelijk werd gesuggereerd dat ze de liefdes interesse was van Carlos Vallertes, de nieuwe groene ranger.
Toen de Power Chamber werd vernietigd door Divatox en de verslagen Rangers bericht ontvingen dat hun oude mentor, Zordon, was gevangen, volgde Ashley Divatox de ruimte in met de NASADA spaceshuttle, samen met T.J. Johnson, Carlos en Cassie Chan.

### InPower Rangers in Space
Ashley en de anderen ontmoetten op hun reis Andros, de Rode Space Ranger, aan boord van het Astro Megaship. Hoewel hij in het begin niets moest hebben van de vier, gaf hij hun uiteindelijk nieuwe krachten. Ashley werd de Gele Space Ranger.
Tijdens de serie kreeg ze een relatie met Andros, de Rode Space Ranger, die later ook met haar, en de anderen terugkeerde naar Aarde

### InPower Rangers: Lost Galaxy
Ashley en de andere Space Rangers kwamen de Galaxy Power Rangers te hulp in hun gevecht met de Pscyho Rangers in de afleveringen "To the Tenth Power" en "The Power of Pink"

## Trivia
- Ze was de aanvoerder van het cheerleaderteam van Angel Grove High.
- Ze heeft een broer, maar hij verschijnt niet in de serie.
- Volgens de aflevering A Rift in the Rangers, is ze linkshandig